# Сент-Аман-де-Буакс (кантон)
Сент-Ама́н-де-Буа́кс (фр. Saint-Amant-de-Boixe) — кантон во Франции, находится в регионе Пуату — Шаранта, департамент Шаранта. Входит в состав округа Ангулем.
Код INSEE кантона — 1625. Всего в кантон Сент-Аман-де-Буакс входят 16 коммун, из них главной коммуной является Сент-Аман-де-Буакс.
Население кантона на 2007 год составляло 8 782 человека.
Коммуны кантона:
- Амберак
- Ане
- Вар
- Верван
- Вильжубер
- Вуарт
- Ксамб
- Кулонж
- Ла-Шапель
- Марсак
- Мен-де-Буакс
- Монтиньяк-Шарант
- Нанклар
- Оссак-Вадаль
- Сент-Аман-де-Буакс
- Турье